# Răscăieții Noi, Ștefan Vodă
Răscăieții Noi este un sat din cadrul comunei Răscăieți, raionul Ștefan Vodă, Republica Moldova.

## Demografie

### Structura etnică
Structura etnică a localității conform recensământului populației din 2004:
| Grup etnic                                               | Populație | % Procentaj  |
| -------------------------------------------------------- | --------- | ------------ |
| Băștinași declarați Moldoveni Băștinași declarați Români | 647 1     | 96,71% 0,15% |
| Ucraineni                                                | 12        | 1,79%        |
| Ruși                                                     | 8         | 1,20%        |
| Alții                                                    | 1         | 0,15%        |
| Total                                                    | 669       |              |